# Франк, Джеймс
Джеймс Франк (нем. James Franck; 26 августа 1882, Гамбург — 21 мая 1964, Гёттинген) — немецко-американский физик-экспериментатор еврейского происхождения, лауреат Нобелевской премии по физике 1925 года.
Джеймс Франк стал известным, благодаря опытам Франка и Герца, доказавшим, что атомы могут поглощать энергию только в определённых дискретных количествах — квантах. Также внёс значительный вклад в работу Манхэттенского проекта, описал последствия ядерной атаки на Японию в докладе Франка. Занимался проблемами объяснения фотосинтеза, испускания фотонов и нейтронов. В Гёттингене создал крупную научную школу, выступал с публикациями по физическим проблемам.

## Биография

### Ранние годы и образование (1882—1906)
Джеймс Франк родился 26 августа 1882 года в городе Гамбург и являлся вторым ребёнком в еврейской семье. Его отец Якоб Франк (нем. Jacob Franck) был местным банкиром и религиозным человеком, а мать Ребекка Франк (нем. Rebecka Franck) происходила из семьи раввинов. Начальное образование Джеймс получил в местной гимназии, а с 1891 года обучался в гимназии Вильгельма, где оказался не очень прилежным учеником. Весной 1896 года, играя со старшим братом, Джеймс сломал руку. Незадолго до этого, в 1895 году, Вильгельм Рентген открыл рентгеновское излучение, которое позволяет просвечивать человеческие кости. Из-за неправильного лечения рука Франка продолжала болеть, поэтому он обратился в Государственную физическую лабораторию в Гамбурге, где местные физики собрали физическую установку для повторения фотографического опыта Рентгена. На снимке было отчётливо видно, что кость предплечья срослась неправильно, и врачам снова пришлось ломать её для правильного лечения.
После окончания школы и сдачи вступительных экзаменов Джеймс в 1901 году поступил в Гейдельбергский университет на экономический и юридический факультеты. Там он пересекался с Максом Борном, который помог переубедить родителей Джеймса, чтобы позволили сыну перейти на физический и химический факультеты этого университета. Вскоре после конфликта с отцом Франк отправился получать физическое образование, поступив в Берлинский университет, где его основными преподавателями были Эмиль Варбург, Макс Планк и Пауль Друде. 28 июля 1904 года по пути в университет студент спас двух утопающих в реке Шпре подростков. В семейном архиве дочери Франка сохранилась почётная грамота, выданная ему начальником полиции Берлина за этот героический поступок. Вскоре Франк стал членом Немецкого физического общества и вступил в университетский Коллоквиум — научный кружок, где слушались доклады по актуальным проблемам физики; в нём принимали участие как студенты старших курсов, так и преподаватели и приглашённые учёные из разных городов.
В конце обучения в университете студент сдавал экзамен на докторскую степень. Тему докторской диссертации Джеймса предложил его научный руководитель Эмиль Варбург. Вместе с Петером Прингсхаймом он должен был исследовать электрический разряд в газах. В 1905 году Варбурга назначили президентом Имперского физико-технического института, так что новым научным руководителем Франка стал Пауль Друде. В марте 1906 года Джеймс подал официальное заявление декану философского факультета с просьбой принять у него экзамен на степень доктора в области физики с двумя дополнительными предметами (химия и философия). В мае 1906 года Джеймс Франк защитил докторскую диссертацию на тему «О подвижности носителей заряда в пиковом разряде» (нем. Über die Beweglichkeit der Ladungsträger der Spitzenentladung) и успешно сдал экзамен, который у него принимали физики Друде и Планк, философ Алоиз Риль и химик Габриэль Франк.

### Развитие карьеры (1906—1933)
После учёбы Франк был призван на обязательную одногодичную военную службу 1 октября 1906 года и вступил в 1-й телеграфный батальон. В декабре с ним произошёл несчастный случай, и его отправили в запас по причине непригодности к службе. В декабре 1907 года Франк женился в Гётеборге на шведской пианистке Ингрид Йозефсон, которую встретил на концерте. У Джеймса и Ингрид было двое детей: Дагмар (англ. Dagmar) и Элизабет (англ. Elisabeth). В 1907 году Джеймс принял приглашение стать ассистентом Физического общества в городе Франкфурт-на-Майне. Условия для работы в лаборатории Физического общества Франкфурта оказались, по мнению Франка, неудовлетворительны, поэтому учёный вернулся в Берлин, где с помощью друга Роберта Поля ему удалось получить место ассистента в Физическом институте Берлинского университета. В институте Франк продолжил исследования электронной структуры разных атомов и молекул, а также связанных со столкновениями между атомами элементарных процессов. В 1911 году количество опубликованных работ превысило десять, и Франк обратился с просьбой засчитать их в качестве второй докторской диссертации и присвоить ему звание приват-доцента. Просьбу удовлетворили, Джеймс получил диплом 20 мая 1911 года.
С началом Первой мировой войны Джеймс Франк записался добровольцем на фронт. В декабре 1914 года его направили воевать в Пикардию, что на севере Франции. В начале 1915 года Франка перевели в подразделение Фрица Габера, которое использовало химическое оружие в виде газообразного хлора. Там он вместе с Отто Ганом отвечал за определение мест атак на позиции войск Антанты, а также информировал Габера о результатах применения нового оружия. 30 марта 1915 года Франка наградили Железным крестом 2-го класса, а в апреле он получил звание лейтенанта. Осенью 1915 года он тяжело заболел плевритом, но смог выздороветь. 11 января 1916 года Джеймса наградили Ганзейским крестом города Гамбург, а 19 сентября 1916 года ему присвоили звание доцента Берлинского университета. Позже его отправили на Восточный фронт, где он заболел дизентерией. После выздоровления Франк вернулся в Берлин, где Фриц Габер предложил молодому учёному работу в Институте физической химии и электрохимии. Здесь он вместе с Отто Ганом, Хансом Гейгером, Вильгельмом Вестфалем и Густавом Герцем занимался разработкой новых противогазов и средств индивидуальной защиты. В 1918 году Франк возглавил физический факультет в институте Габера и получил Железный крест 1-го класса.
После войны Франк демобилизовался и продолжил работать в Институте физической химии и электрохимии на новой должности. Здесь он вместе с Вальтером Гротрианом, Паулем Книппингом, Фрицем Райхе и Гертой Спонер начал исследования атомов в возбуждённом состоянии. В результате опытов учёные показали, что атомы могут находиться в метастабильных состояниях. По просьбе своего друга Макса Борна в 1920 году Франк переехал в Гёттинген для работы в Физическом институте. Тут он стал профессором экспериментальной физики и директором Второго института экспериментальной физики Гёттингенского университета, а также за свой счёт укомплектовал лабораторию института. В университете учёный быстро получил известность среди студентов и других преподавателей. В 1921 году Франк ездил в Копенгаген, где доложил Датскому обществу естествоиспытателей о совместных опытах с Герцем по столкновениям электронов с атомами. Вернувшись в Гёттинген, Джеймс продолжил преподавать и вести исследовательскую работу. Летом 1922 года в Гёттинген приехал Нильс Бор, где провёл цикл лекций, который позже будет назван «Боровский фестиваль». В 1922 году умер Генрих Рубенс, научный руководитель Франка, и ему предложили занять его место в Берлинском университете, но Джеймс отказался и остался в Гёттингене. В 1929 году Джеймс Франк был избран членом Американской академии искусств и наук.

### Эмиграция и жизнь в CША (1933—1945)
После прихода к власти нацистов в 1933 году Франк, в отличие от большинства евреев, не попал под сокращение из-за закона «о восстановлении профессиональной государственной службы», который требовал увольнения или отправки на пенсию всех служащих-евреев, но делал исключение для ветеранов Первой мировой войны. Однако он сам подал в отставку, публично выступив против указания об увольнении сотрудников и студентов еврейской национальности. Используя свои связи в научном мире, он сумел найти работу за рубежом для каждого сотрудника своей лаборатории, и лишь после этого осенью 1933 года сам покинул Германию. В том же году Джеймс начал преподавать в Институте Нильса Бора в Копенгагене вместе с помощницей Хильде Леви, где на хранение оставил медаль Нобелевской премии. Также поступил и Макс фон Лауэ. Через два года Дж. Франк переехал в Университет Джонса Хопкинса в Балтиморе, где местная лаборатория была в неудовлетворительном состоянии по сравнению c той, что была в Гёттингене, но Франк смог получить грант в 10 000 долларов от Фонда Рокфеллера. Одной из проблем университета было то, что в нём не хватало финансовых средств на зарплату квалифицированным учёным. Поэтому Джеймс в 1938 году стал профессором физической химии в Чикагском университете. Там его работы по действию фотосинтеза в сложных биологических системах были обобщены в статье Карла Херцфельда, где Херцфельд утверждал, что «теория по своей собственной природе может содержать лишь частичную истину». После оккупации Дании, Нильс Бор решил обезопасить медали, чтобы немцы не смогли их конфисковать. Химик Дьёрдь де Хевеши, работник института Бора, растворил в царской водке две медали и после окончания войны снова выделил из раствора золото, передав его Шведской Королевской академии наук, которая изготовила для Лауэ и Франка новые экземпляры.
21 июля 1941 года Франк стал гражданином Соединённых Штатов. В феврале 1942 года Артур Комптон основал Металлургическую лабораторию в Чикагском университете для работ по Манхэттенскому проекту. Химический отдел лаборатории сначала возглавлял Фрэнк Спеддинг, из-за того, что часть химического отдела находилась в Университете штата Айова в Эймсе, он не мог постоянно заниматься исследованиями. Поэтому Артур Комптон поставил руководить отделом Франка. Позже Комптон писал:

Как рад он был присоединиться к нашему проекту! Это был вотум доверия, который намного превзошёл его надежды и дал ему шанс внести свой вклад в дело свободы. «Я воюю не с немецким народом, а с нацистским режимом», — объяснил он. «Он держит Германию мертвой хваткой. Немецкий народ беспомощен, пока мы не сможем сломить силу режима». Химики приветствовали Франка как старшего научного государственного деятеля, руководству которого они были рады следовать.
Оригинальный текст (англ.)How Franck welcomed an invitation to join our project! It was a vote of confidence that far exceeded his hopes, and it gave him a chance to do his part for the cause of freedom. "It's not the German people I'm fighting", he explained. "It's the Nazis. They have a stranglehold over Germany. The German people are helpless until we can break the strength of their Nazi masters." The chemists welcomed Franck as an elder scientific statesman whose guidance they were glad to follow.
— Цит. по A. Compton. Atomic Quest (англ.). — Oxford University Press, 1956.
Помимо руководства химическим отделом, Франк также был председателем комитета Металлургической лаборатории по политическим и социальным проблемам, в который также входили Дональд Хьюз, Джеймс Никсон, Юджин Рабинович, Гленн Сиборг, Дж. Стернс и Лео Силард. В середине 1943 года на учёных собраниях лаборатории велись дискуссии по поводу военного контроля над Манхэттенским проектом. Там Франк выразил свою обеспокоенность отсутствием дальновидности в отношении использования атомного оружия и энергетики. В 1944 году он работал в комитете Джеффриса, который создал доклад для генерала Гровса, военного командующего Манхэттенским проектом. В начале 1945 года Франк обратился к Генри Уоллесу, охарактеризовав свои взгляды, и высказался следующим образом:

Они не могут не беспокоиться по поводу того факта, что человечество научилось высвобождать атомную энергию, не будучи этически и политически подготовленным к её разумному использованию.
Оригинальный текст (англ.)They cannot help but worry about the fact that mankind has learned to unleash atomic power without being ethically and politically
prepared to use it wisely.
— Цит. по Stuart A. Rice. James Franck 1882–1964: A Biographical Memoir (англ.). — U. S. National Academy of Sciences, 2010.
В июне 1945 году в докладе («Доклад Франка»), адресованном министру обороны Генри Стимсону, было описано, что разрушительная сила ядерного оружия должна быть продемонстрирована перед представителями Организации Объединённых Наций до того, как будет принято решение о её применении на территории Японии. Комитет надеялся, что этой демонстрации будет достаточно, чтобы склонить Японию к капитуляции, что сделает ненужным использование ядерного оружия. В итоге все требования комитета были проигнорированы, и ядерное оружие на территории Японии было применено дважды.

### После войны (с 1946)
Франк женился на своей коллеге Герте Спонер 29 июня 1946 года, так как его первая жена Ингрид умерла в 1942 году. В 1951 году Джеймс Франк был награждён медалью Макса Планка Немецкого физического общества и премией Румфорда Американской академии искусств и наук за работы по фотосинтезу в 1955 году. В 1957 году ему присвоили звание почётного доктора Университета Гейдельберг. В 1964 году избран иностранным членом Лондонского королевского общества, а также являлся международным членом Американского философского общества.
Джеймс Франк скончался от сердечного приступа во время посещения Гёттингена 21 мая 1964 года и был похоронен в Чикаго рядом со своей первой женой.

## Научная деятельность

### Опыты Франка — Герца

Длины волны света, излучаемого разрядом паров ртути и трубкой Франка — Герца, работающей при напряжении 10 В. Трубка Франка — Герца в основном излучает свет с длиной волны около 254 нанометров; разряд излучает свет на многих длинах волн. На основе оригинальной иллюстрации 1914 года.

С 1911 года Джеймс Франк начал сотрудничать с ассистентом Физического института Берлинского университета Густавом Герцем, племянником другого физика Генриха Герца, который доказал существование электромагнитных волн. Первая совместная работа двух учёных «О взаимозависимости между квантовой гипотезой и напряжением ионизации» была представлена 3 ноября 1911 года на заседании Немецкого физического общества. Строение атома оставалось для учёных того времени загадкой, а различные выдвигаемые модели оказалось трудно проверить экспериментально. В 1914 году Франк объединился с Герцем для проведения опыта по исследованию флуоресценции, что доказывало бы правильность квантовой гипотезы. Учёные сконструировали трубку для изучения электронов, пролетающих сквозь разреженный пар атомов ртути. Они обнаружили, что, когда электрон сталкивается с атомом ртути, он может потерять определённое количество своей кинетической энергии. Более быстрый электрон после столкновения не тормозится полностью, а теряет ровно одну и ту же часть своей кинетической энергии, в то время как более медленные электроны отскакивают упруго от атомов ртути, не теряя при этом значительно скорости или кинетической энергии. Из эксперимента, названого именами Франка и Герца, следовало, что энергия электрона в атоме не может принимать произвольные значения, а должна соответствовать определённым дискретным уровням. Результатам эксперимента посвящены сделанные авторами на заседаниях Немецкого физического общества два доклада.
Эти экспериментальные результаты подтвердили теорию фотоэффекта Альберта Эйнштейна и гипотезу Планка, связывающую энергию и частоту через постоянную Планка. Также учёные представили доказательства, подтверждающие модель атома Нильса Бора. В 1915 году Бор опубликовал статью, в которой отмечалось, что измерения Франка и Герца больше согласуются с предположением о квантовых уровнях в рамках его модели атома. В модели Бора столкновение возбуждало электрон внутри атома с его нижнего уровня на первый квантовый уровень. В работах, опубликованных после окончания Первой мировой войны, Франк и Герц приняли точку зрения Бора на интерпретацию своего эксперимента, который был признан одним из экспериментальных столпов квантовой механики. После того, как стало известно, что Франк и Герц получат Нобелевскую премию, их поздравили открытками и телеграммами такие видные учёные, как Макс Планк, Фриц Габер, Джордж Томсон. Всего Франк получил около 200 поздравительных писем и 450 телеграмм. В декабре 1926 года Франк и Герц были удостоены Нобелевской премии по физике «за открытие законов, управляющих воздействием электрона на атом».
Сам Франк подчеркнул важность опыта с ультрафиолетовым излучением в эпилоге к фильму об опыте Франка — Герца снятому Комитетом по изучению физических наук (PSSC) в 1960 году.

### Работа в Гёттингене
В 1920 году Франк вернулся в Гёттинген, где сформулировал принцип Франка — Кондона. Этот принцип позволил объяснить интенсивность вибронных переходов, то есть одновременных изменений электронных и колебательных (связанные с колебаниями ядер) энергетических уровней молекулы вследствие поглощения или испускания фотона соответствующей энергии. В местном университете Франк сотрудничал с Максом Борном, опубликовав три совместные статьи. Джеймс после работ по принципу Франка — Кондона серьёзные опыты не проводил, переключившись на координацию руководства работы сотрудников. Работникам была предоставлена большая свобода действий, но раз в неделю Франк обходил все помещения. Учёный участвовал в обучении аспирантов теоретической физике и присутствовал на защите докторской диссертации Роберта Оппенгеймера, посвящённой разделению электронного и ядерного движения (адиабатическое приближение). В тот же период Франк обсуждал с учениками Борна результаты докторской диссертации их научного руководителя. Один из учеников предложил изучать интерференцию волн де Бройля с помощью дифракции свободных электронов. Франк согласился, но указал, что эксперимент Дэвиссона и Джермера в достаточной степени доказывает существование явления, заложив экспериментальную основу корпускулярно-волнового дуализма в квантовой механике. Также Франк и его сотрудники провели фундаментальные исследования по столкновению электронов с атомами, столкновению между электронно-возбужденными и невозбуждёнными атомами и молекулами, образованию диссоциациированных молекул и целому ряду новых явлений, которые в настоящее время характеризуются как аспекты молекулярной фотохимии.
В 1928 году Джеймс Франк начал исследования по применению в спектроскопии растворов идей, разработанных при изучении сродства к электрону атомов и молекул в газах. Совместно с Фрицем Габером в 1931 году он провёл опыт, показывающий, что спектры поглощения в водных растворах галогенидов щелочных металлов можно интерпретировать как энергетические спектры электронного сродства галогенид-ионов, возникающих в результате переноса заряда от аниона к молекулам растворителя.

### Эмиграция и работа в США
После выезда из Германии Франк в Копенгагене совместно с Хильдой Леви продолжил исследования флуоресценции паров и жидкостей, но позже они начали исследования, связанные с биологическими аспектами этих реакций, в частности фотосинтезом, процессом, посредством которого растения используют свет для усвоения углекислого газа. Экспериментальные исследования в области фотосинтеза касались главным образом мгновенного возбуждения и послесвечения хлорофилла и его соединений. Одновременно он сосредоточился на построении общей теории фотосинтеза, согласующейся с экспериментальной информацией. Совместно они опубликовали две статьи по этой теме. В 1935 году Джеймс Франк переехал в США и в Университете Джонса Хопкинса вместе с Эдвардом Теллером была опубликована статья про фотохимические процессы в кристаллах. В 1938 году Франк и Теллер провели исследования передачи электронной энергии в фотохимический реакционный центр, рассмотрев перенос экситонов в одномерном линейном массиве молекул хлорофилла, и поняли, что этот механизм был слишком медленным для передачи энергии возбуждения. Позже расширение экситонной модели до двух и трёх измерений продемонстрировали, что передача электронной энергии на более высоких частотах происходит достаточно быстро, чтобы вызвать фотосинтез. В 1941 году Франк пытался определить термические реакции, необходимые для фотосинтеза.
Уже после войны Джеймс исследовал первичное окисление хлорофилла в реакционном центре фотосинтеза для переноса протона без переноса электронов.

## Мировоззрение

### Отношение к религии
По воспоминаниям Эдварда Теллера, в 1930 году: 

В Копенгагене Ландау много спорил с Джеймсом Франком о религии, считая его религиозные взгляды невероятными пережитками для учёного, и выражался совершенно несдержанно как в присутствии, так и в отсутствие Франка. А Франк лишь всегда смеялся в ответ. Было поэтому очень мило, что, покидая Копенгаген, Ландау специально пошёл попрощаться с Франком.
Оригинальный текст (англ.)In Copenhagen, Landau argued a lot with James Frank about religion, considering his religious views incredible survivals for a scientist, and expressed himself completely unrestrained both in the presence and in the absence of Frank. And Frank just always laughed in response. It was therefore very nice that when leaving Copenhagen, Landau specifically went to say goodbye to Frank.
— Цит. по Г. Горелик. О рождении современной физики.

### Применение атомной бомбы
При обсуждении возможного применения атомного оружия по Японии и в будущих конфликтах Джеймс Франк утверждал, что будет достаточно ограничиться испытанием в безлюдном месте, поскольку этого было бы достаточно, чтобы никто не осмелился напасть на Америку.

## Награды
- Железный крест 2-го класса (1915)[4][41]
- Ганзейский крест (1916)[4][41]

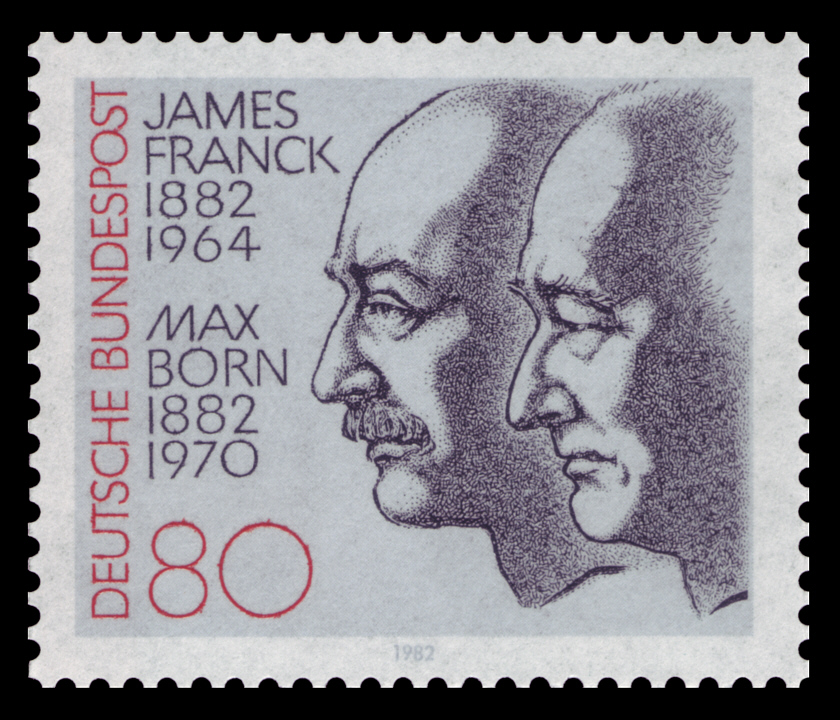
Немецкая марка в честь столетия со дня рождения Макса Борна и Джеймса Франка

- Железный крест 1-го класса (1918)[7][4]
- Нобелевская премия по физике (1925)[32]
- Медаль имени Макса Планка (1951)[42]
- Почётный житель Гёттингена (1953)[43]
- Премия Румфорда (1955)[41]
- Премия имени Дэнни Хайнемана (1961)[41]
- Иностранный почётный член Американской академии искусств и наук[44], Королевского общества (ForMemRS)[25]. Международный член Американского философского общества[45]
- Почётный доктор Университета Гейдельберг[43]

## Память
- Имя Франка носит институт[англ.] Чикагского университета, который основан в 1945 году.
- В 1973 году Международный астрономический союз присвоил имя Джеймса Франка кратеру на видимой стороне Луны.